# Rodriguezia bahiensis
Rodriguezia bahiensis är en orkidéart som beskrevs av Heinrich Gustav Reichenbach. Rodriguezia bahiensis ingår i släktet Rodriguezia och familjen orkidéer. Inga underarter finns listade i Catalogue of Life.